# Ashley Hinson

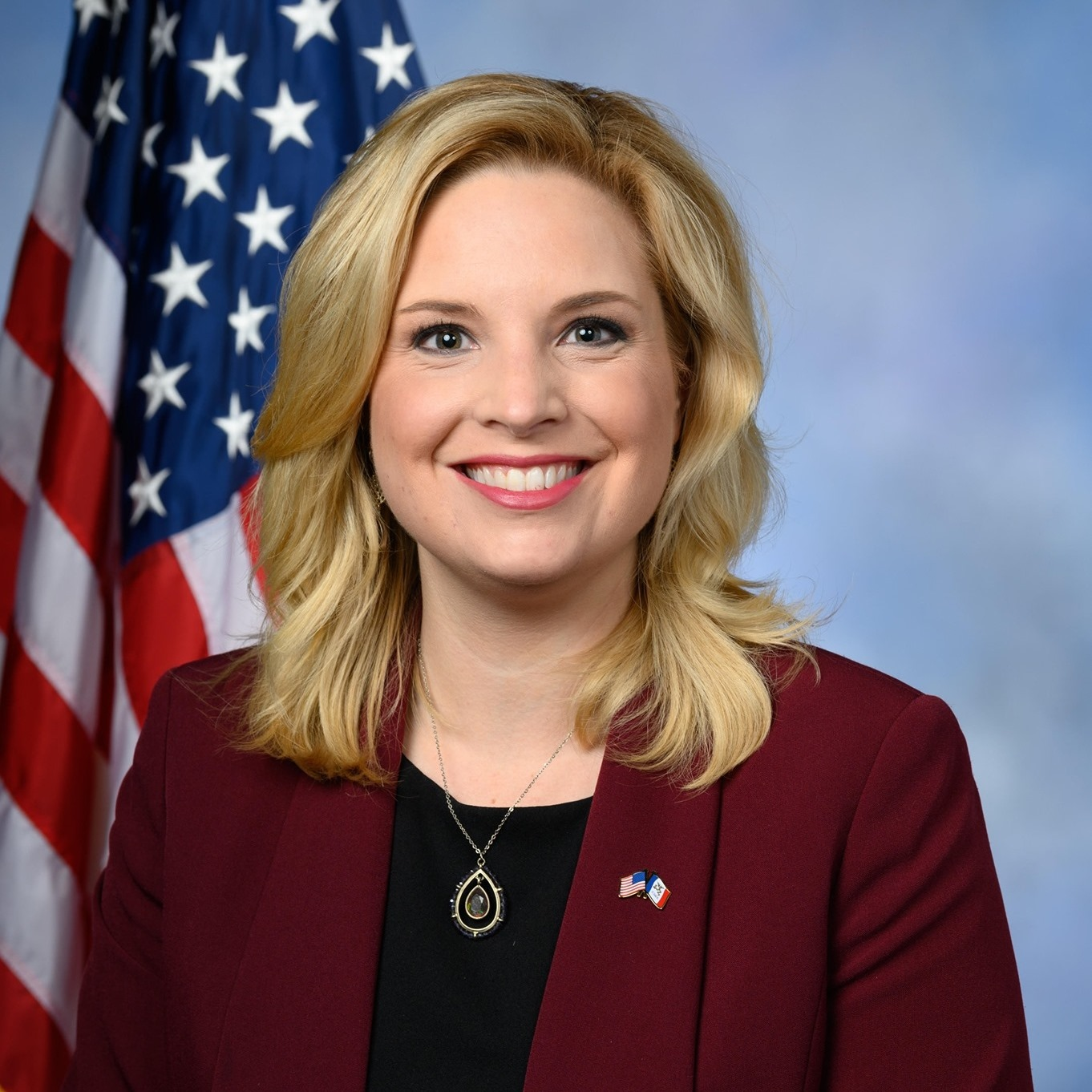
Ashley Hinson (2020)

Ashley Elizabeth Hinson (geb. Arenholz; * 27. Juni 1983 in Des Moines, Polk County, Iowa) ist eine US-amerikanische Journalistin und Politikerin der Republikanischen Partei. Von Januar 2021 bis Januar 2023 vertrat sie den ersten Kongresswahlbezirk des Bundesstaats Iowa und seit Januar 2023 den zweiten Kongresswahlbezirk im Repräsentantenhaus der Vereinigten Staaten. Von 2017 bis 2020 war Hinson Mitglied im Repräsentantenhaus von Iowa.

## Leben
Ashley Hinson besuchte die Valley High School in West Des Moines und studierte nach ihrem Schulabschluss Fernsehjournalismus an der University of Southern California. Nach ihrem Abschluss mit einem Bachelor of Arts war sie ab September 2005 als Nachrichtenmoderatorin bei dem Fernsehsender KCRG-TV, einem in Cedar Rapids ansässigen ABC-Lokalsender, tätig.
Sie ist verheiratet und hat mit ihrem Mann Matt zwei Söhne. Die Familie lebt in Marion (Iowa).

## Politik
Im Jahr 2016 wurde Hinson für den das Linn County repräsentierenden Wahlbezirk in das Repräsentantenhaus von Iowa gewählt. Zwei Jahre später wurde sie gegen den Demokraten Eric Gerdje wiedergewählt. Während ihrer zweiten Amtszeit war Hinson Mitglied im Justizkomitee, im Komitee für Öffentliche Sicherheit und im Verkehrskomitee; letzterem saß sie vor. Am 13. Mai 2019 reichte Hinson ihre Bewerbung für den ersten Kongresswahlbezirk Iowas bei der Wahl zum Repräsentantenhaus im folgenden Jahr ein. Bei der Vorwahl der Republikaner am 2. Juni 2020 wurde Ashley Hinson, die unter anderem von Iowas Gouverneurin Kim Reynolds und Vizegouverneur Adam Gregg unterstützt wurde, als Kandidatin der Partei ausgewählt. Bei der Wahl am 3. November 2020 setzte sich Hinson mit 51,2 Prozent der Stimmen gegen die demokratische Amtsinhaberin Abby Finkenauer durch. Mit Beginn der neuen Legislaturperiode am 3. Januar 2021 trat Ashley Hinson ihr neues Amt an. Im Repräsentantenhaus von Iowa wurde sie von Eric Gerdje abgelöst. Ihre aktuelle Legislaturperiode im Repräsentantenhaus des 117. Kongresses läuft noch bis zum 3. Januar 2023.
Die Primary (Vorwahl) ihrer Partei, nunmehr für den zweiten Distrikt, für die Wahlen 2022 am 7. Juni konnte sie mit über 99 % gewinnen. Sie trat am 8. November 2022 gegen Liz Mathis von der Demokratischen Partei an. Hinson konnte die Hauptwahl mit 54 % der Stimmen für sich entscheiden. In der Vorwahl zur nächsten Kongresswahl 2024 hatten weder Hinson noch die Demokratin Sarah Corkery Rivalen. Ashley Hinson wurde im November 2024 mit 57,1 % im Amt bestätigt. Ihre aktuelle Legislaturperiode im 119. Kongress dauert bis zum 3. Januar 2027.

### Positionen
Hinson bezeichnete sich in einer Townhall-Veranstaltung als stolze Unterstützerin der One Big Beautiful Bill, mit der die Republikaner im Repräsentantenhaus und Senat die Agenda von Donald Trump umsetzen wollen. Das Gesetz schrieb Steuerkürzungen aus Trumps ersten Amtszeit fort und führte weitere Steuerkürzungen vor, sah zusätzliche Ausgaben für Militär und Grenzsicherung vor, zugleich  wurden Sozial- und Gesundheitsausgaben stark gekürzt. Es erlaubte Massendeportationen und sollte es der Regierung erlauben gerichtliche Anordnungen nicht befolgen zu müssen. Sie verteidigte bei der Veranstaltung auch das umstrittene Department of Government Efficiency (DOGE). Sie habe viel Positives über dessen Arbeit gehört. Die anwesenden Wähler buhten sie für beides aus.

### Ausschüsse
Sie ist aktuell Mitglied in folgenden Ausschüssen des Repräsentantenhauses:
- Committee on Appropriations
  - Homeland Security
  - Transportation, and Housing and Urban Development, and Related Agencies
- Committee on the Budget